# Escudella i carn d'olla

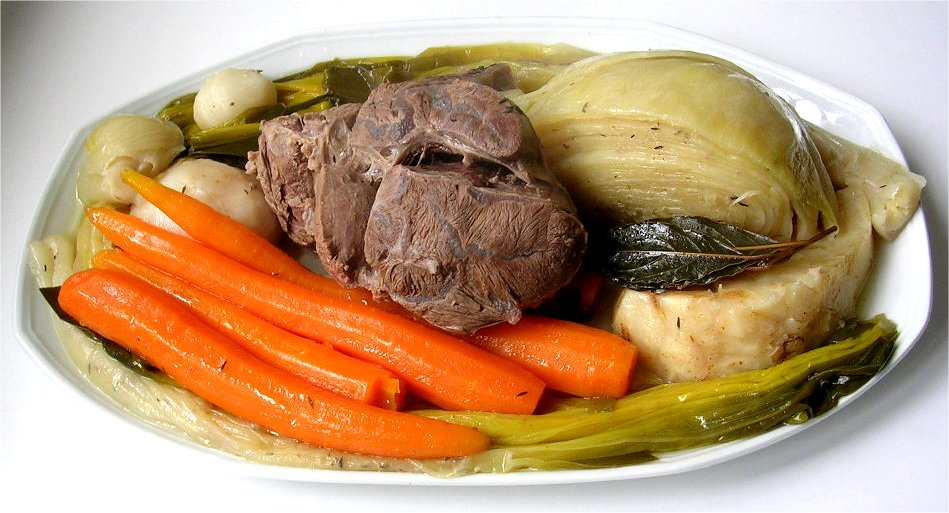
Después de la sopa se sirven las carnes, verduras y legumbres con las que se ha hecho el caldo.

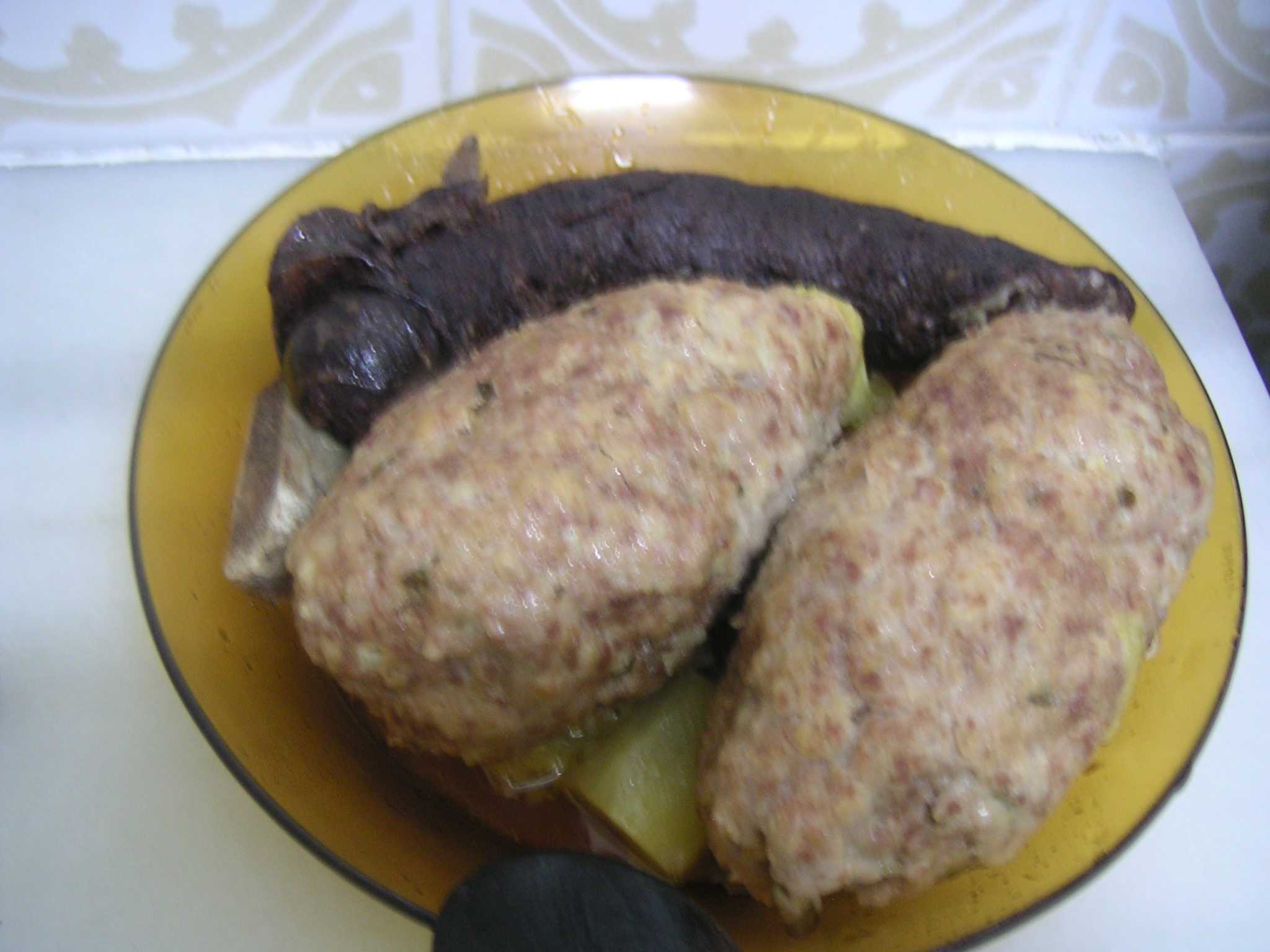
Dos pilotas separadas en un plato aparte durante el proceso de elaboración del caldo de la sopa. Lo habitual es que sólo haya una por sopa. Junto a ellas se puede observar una butifarra negra.

La escudella i carn d'olla  o sopa de Navidad, es una sopa típica de invierno que es tradicional de Cataluña. Ya en el siglo XIV, el franciscano Francesc Eiximenis describe la sopa de macarrones como un plato cotidiano de los catalanes.
Se caracteriza especialmente por usar en el cocido una pilota, que es una gran albóndiga alargada que una vez cocida se corta a rodajas para repartirla entre los comensales, hecha con carne picada mezclada con tocino, huevo batido, miga de pan o pan rallado, ajo y perejil, y que se pasa por harina y se dora un poco antes de ser cocida en el agua que dará el caldo. Además para hacer el caldo se utilizan verduras (zanahoria, nabo, apio, puerro, col verde, etc.) y eventualmente también otros ingredientes, como garbanzos, patata, butifarra negra o blanca, o diferentes tipos de carne y huesos que pueden variar según la familia, la región donde viven, la estación del año y la ocasión.
La sopa de macarrones es la sopa, un caldo obtenido del hervido de todos los ingredientes, colado y en el que se cuecen algunos fideos y un poco de arroz redondo. Una variante es la escudella barrejada (sopa mezclada), en la cual se añaden algunos ingredientes en pequeños trozos al caldo. En otra variante en vez de una pilota se hacen albóndigas diminutas, del tamaño de uvas, que se ponen en el caldo. Las variantes más humildes tenían solo una bola de manteca y como mucho algún hueso, mientras que las más ricas son las reservadas para fiestas mayores, en especial la de Navidad, que se hace con galets (antiguamente con macarrones). En Cadaquès se añaden pimientos morrones cocinados sobre brasas (escalivados).

## Consumo y costumbres
Este plato tan antiguo y que comían todas las clases sociales de Cataluña, el Rosellón, Andorra, islas Baleares y Comunidad Valenciana es conocido con varios nombres diferentes, además de sopa de macarrones. Algunos de ellos son, por ejemplo, sopa i bullit, bullit, putxero, olla, ollada u olla barrejada. Algunas personas consideran que se trata de dos platos diferentes, uno la sopa o sopa de macarrones y otro la carn d'olla.
Actualmente se considera más bien un plato de invierno, por ser caliente, pero durante mucho tiempo se comía durante todo el año, ya que en verano permitía recuperar los nutrientes que se perdían con el sudor. Eiximenis explica que en el siglo XIV ya se comía mojando pan en el caldo, algo que se hizo hasta bien adentrado el siglo XX y que aún hacen algunas personas mayores. También fue costumbre durante mucho tiempo acabar las últimas cucharadas añadiendo un poco de vino y mezclando todo, una costumbre compartida con la gastronomía occitana vecina.
En la Comunidad Valenciana había sido un plato de domingo en épocas en las que el resto de la semana se comían arroces y paellas; y con las sobras, los lunes hacían un plato de arroz al horno.
Por San Antonio Abad en los pueblos urgelenses, como Seo de Urgel, y andorranos es tradicional hacer calderadas, que consiste en una gran sopa de macarrones y la gente del pueblo puede ir a buscar una olla para llevarse a casa.

### Servir
- La escudella ("sopa", en catalán), que es la sopa propiamente dicha, es decir el caldo con un poco de pasta (fideos) y de arroz hervidos en él.
- La carn d'olla se sirve después en una bandeja ovalada que se lleva a la mesa y de donde se sirve cada uno, con la pilota y las verduras usadas en el hervido (también, si hay, las otras carnes, patatas o legumbres), escurridas, que se pueden aliñar o no con aceite de oliva.

## Sopa degaletsde Navidad

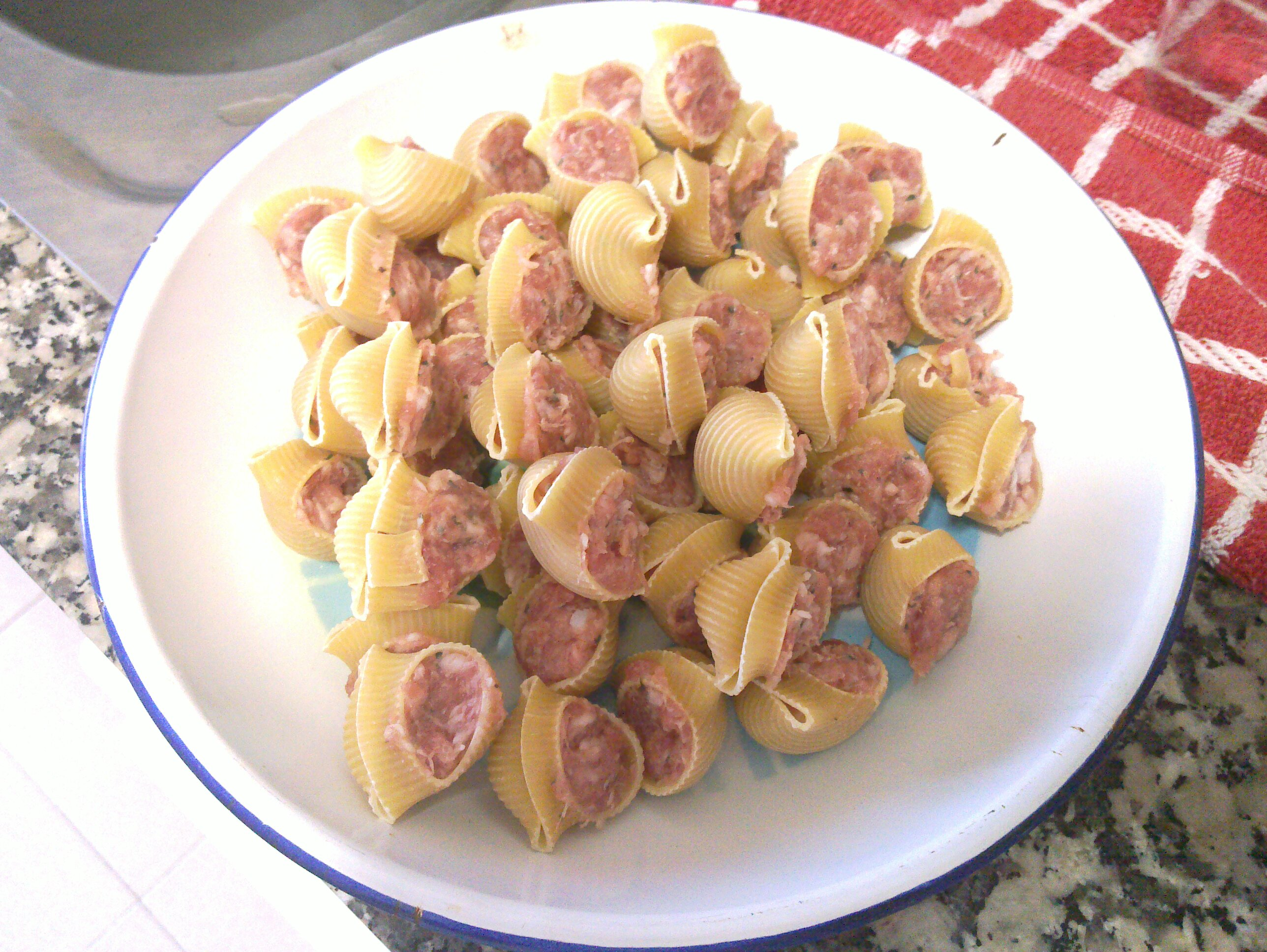
Galets rellenos de pilota aún crudos y antes de ser hervidos en la sopa. Esta manera de servir la pilota, en vez de la más clásica, en rodajas con el resto de carn d'olla, es una variante reciente que se ha hecho muy popular.

Una variedad de este plato, la sopa de galets o escudella de Nadal, es el primer plato habitual de la comida de Navidad (el segundo suele ser capón, o pavo, relleno). En su elaboración se emplea una pasta llamada galets (sus hermanas más pequeñas se llaman caracolas o tiburones dependiendo de la marca comercial) que destaca por ser de un tamaño considerable. Contiene una pilota de carne picada, los cuatro evangelistas (cuatro tipos de carne: cerdo, ternera, cordero y pollo o capón) y los siete sacramentos: garbanzos o alubias, patatas, nabos, zanahoria, apio, col verde y chirivía. Según la familia y región puede tener garbanzos y alubias, o puede contener habas, como se hacía antiguamente antes que estos anteriores, o se puede complementar con otras verduras como el puerro, el moniato, el cardo, etc. 
De esta variedad nacieron los galets rellenos, en su origen y típicamente de pilota, una receta navideña muy popular actualmente que convive con la sopa antigua tradicional. Estos galets se comen dentro de la sopa, en vez de los galets "vacíos", y luego la carn d'olla no contiene pilota.
La escudella i carn d'olla de Navidad es una versión más rica que la cotidiana. En algunos lugares se celebraba así una festividad mayor, pero en otras zonas de Cataluña se prefería comer algo diferente a lo de todos los días, precisamente cualquier cosa excepto escudella i carn d'olla.